# Freixial do Campo
Freixial do Campo é uma povoação portuguesa do Município de Castelo Branco, na antiga província da Beira Baixa, região do Centro (Região das Beiras) e sub-região da Beira Interior Sul, que foi sede da extinta Freguesia de Freixial do Campo, freguesia que tinha 18,52 km² de área e 468 habitantes (2011), e, por isso, uma densidade populacional de 25,3 hab/km².
A Freguesia de Freixial do Campo foi extinta em 2013, no âmbito de uma reforma administrativa nacional, tendo sido agregada à Freguesia de Juncal do Campo para formar uma nova freguesia denominada União das Freguesias de Freixial e Juncal do Campo da qual é a sede.
Pertenceu ao concelho de São Vicente da Beira até à sua extinção, em 1855, após o que foi integrada no concelho (atual município) de Castelo Branco.

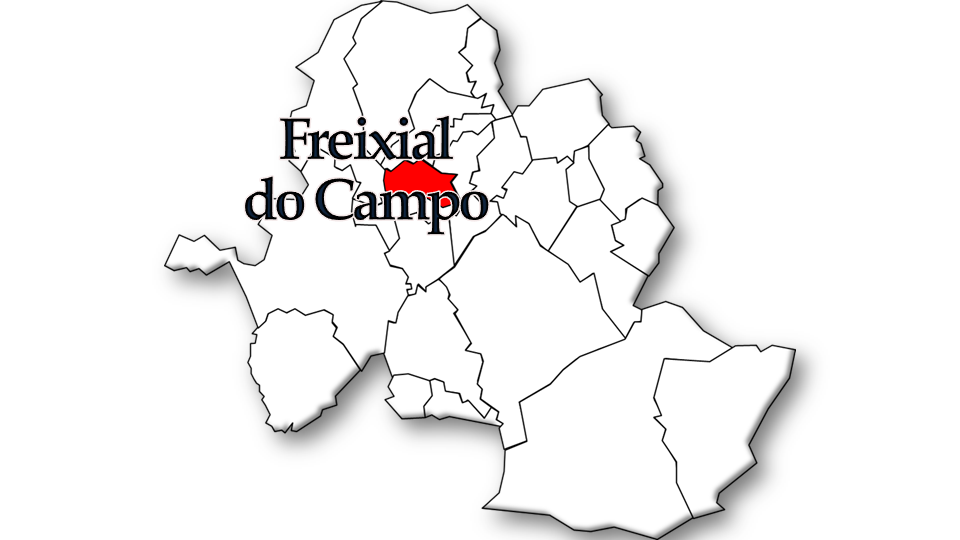
Localização no Município de Castelo Branco

## População
| População da freguesia de Freixial do Campo | População da freguesia de Freixial do Campo | População da freguesia de Freixial do Campo | População da freguesia de Freixial do Campo | População da freguesia de Freixial do Campo | População da freguesia de Freixial do Campo | População da freguesia de Freixial do Campo | População da freguesia de Freixial do Campo | População da freguesia de Freixial do Campo | População da freguesia de Freixial do Campo | População da freguesia de Freixial do Campo | População da freguesia de Freixial do Campo | População da freguesia de Freixial do Campo | População da freguesia de Freixial do Campo | População da freguesia de Freixial do Campo |
| ------------------------------------------- | ------------------------------------------- | ------------------------------------------- | ------------------------------------------- | ------------------------------------------- | ------------------------------------------- | ------------------------------------------- | ------------------------------------------- | ------------------------------------------- | ------------------------------------------- | ------------------------------------------- | ------------------------------------------- | ------------------------------------------- | ------------------------------------------- | ------------------------------------------- |
| 1864                                        | 1878                                        | 1890                                        | 1900                                        | 1911                                        | 1920                                        | 1930                                        | 1940                                        | 1950                                        | 1960                                        | 1970                                        | 1981                                        | 1991                                        | 2001                                        | 2011                                        |
| 344                                         | 369                                         | 425                                         | 475                                         | 573                                         | 630                                         | 672                                         | 842                                         | 893                                         | 874                                         | 675                                         | 661                                         | 617                                         | 537                                         | 468                                         |

No censo de 1864 pertencia ao extinto concelho de S. Vicente da Beira, passando para o actual concelho por despacho de 21/06/1871.

## Património
- Igreja de São Bartolomeu (matriz)
- Capelas de São Sebastião, de Santa Catarina e da Senhora de Lourdes
- Edifício na Rua da Fontinha
- Rua da Igreja
- Necrópole de Barbaído